# Aristida spanospicula
Aristida spanospicula là một loài thực vật có hoa trong họ Hòa thảo. Loài này được Allred & Valdés-Reyna & Sánchez-Ken mô tả khoa học đầu tiên năm 1995.